# Blood Panic
Blood Panic är ett album av Moneybrother, släppt i Sverige den 9 maj 2003. Albumet är Moneybrothers första och är producerat av Jari Haapalainen.
Albumet sålde guld i Sverige och premierades med flera utmärkelser, bland annat en Grammis för Bästa Rockalbum (solo).
Sarah Dawn Finer gästar albumet på låten "Positive Vibration".

## Låtlista
Samtliga låtar är skrivna av Anders Wendin, alias Moneybrother
1. "Reconsider Me" - 3:34
2. "It's Been Hurting All the Way with You, Joanna" - 4:23
3. "Don't Call the Police" - 3:46
4. "Keep the Hurt at Bay" - 3:25
5. "The Pressure" - 3:14
6. "Positive Vibrations" - 4:11
7. "Golden Lonely" - 3:39
8. "Don't Stop" - 3:01
9. "Feelings, Getting Stronger in the Dark" - 3:37
10. "Can't Stop" - 4:01
11. "Stormy Weather" - 3:25

## Singlar
Följande låtar från albumet släpptes även som singlar:
- "Reconsider Me", 28 mars 2003
- "Stormy Weather", 23 juni 2003
- "It's Been Hurting All the Way with You, Joanna", 3 oktober 2003

## Listplaceringar
| Lista (2003-2004) | Topplacering |
| ----------------- | ------------ |
| Norge             | 37           |
| Sverige           | 7            |

### Fotnoter
1. 1 2  Listplacering